# 人生密密缝
人生密密缝（日语：／ karera ga honki de amu toki wa *）是一部2017年在日本公映的有关家庭和LGBT题材的电影。电影由荻上直子执导，生田斗真主演。

## 电影简介
小友（柿原琳佳飾）原來與母親兩人同住，有天媽媽突然離家出走，在投靠無路之下只好投靠許久未見的舅舅牧生（桐谷健太飾），意外發現舅舅的同居戀人凜子（生田斗真飾），其實是個「靈魂生錯身體」的跨性者，已透過手術從男身變成女生。
儘管充滿未知的好奇，但凜子親切與溫柔的照顧，逐步讓小友卸下心防。她幫自己綁頭髮，為自己做可愛的卡通便當，教她透過編織來排遣憤怒與難過，這是自己媽媽絕對無法給予的家庭溫暖，也讓小友第一次體會到家的感覺。
然而社會上對跨性者的不友善態度，也影響到小友的學校交友關係。她不懂的是，凜子跟大家有什麼不一樣，為何同學的媽媽對她如此厭惡。另一方面，凜子也欲透過與牧生結婚，來領養被母親遺棄的小友，令凜子不禁感到遗憾。
《當他們認真編織時》是荻上直子導演2013年從美國歸國時，看到一篇關於「母親幫自己動變性手術的孩子做了假胸部」的報導而感動不已，受到觸發想寫出這樣的一個「不一樣又怎樣」的故事。只要能多點理解，每個人活在世上都有一樣的價值，享有一樣的平等，不僅是婚姻，家庭，甚至是身而為人的基本尊嚴。
傑尼斯出身的演技派偶像生田斗真，在導演的說服下接演此片，挑戰生涯最難演的角色。他在片中全女裝上陣，不管是肢體、說話，比女人還女人，讓同戲的米木拉也自嘆弗如。
◎日本文部科學省指定作品
日本是這樣教小孩的，不用遮住眼睛的方式，帶領觀眾去正視LGBT等族群。去聽他們的心聲，認識他們的身體，並附帶探討歧視與棄養等社會問題。

## 演员名单
| 角色   | 演员                            | 角色简介                 |
| ------ | ------------------------------- | ------------------------ |
| 凛子   | 生田斗真 高桥枫翔（中学生时代） | 变性人，護理師。         |
| 牧生   | 桐谷健太                        | 凛子的恋人。             |
| 友子   | 柿园玲佳                        | 牧生的外甥女。           |
| 廣美   | 米木拉                          | 友子的母亲，牧生的姐姐。 |
| 直美   | 小池荣子                        | 小海的母亲。             |
| 佑香   | 门胁麦                          | 凛子的同事。             |
| 義雄   | 柏原收史                        | 富美子的再婚对象。       |
| 小海   | 込江海翔                        | 友子的同级生。           |
| 小百合 | Lily                            | 牧生与廣美的妈妈。       |
| 富美子 | 田中美佐子                      | 凛子的母亲。             |
| 金井   | 江口德子                        | 儿童相谈所的职员。       |
| 齐藤   | 品川徹                          | 养老院入住的老人。       |